# Kováts András Miklós
Kováts András Miklós (Debrecen, 1954– ) magyar építész, a Keletterv igazgatója és vezető tervezője

## Életpályája
A debreceni Kossuth Gimnáziumban érettségizett 1972-ben, majd a BME Építészmérnöki karán szerzett diplomát 1978-ban. 1982 és 1984 között végezte a Magyar Építőművész Szövetség Mesteriskoláját. 1978-tól a Keletmagyarországi Tervező Vállalat vezető tervezője és 1990-től igazgatója napjainkig. 2010-től a Debreceni Egyetem Műszaki Kar Építészmérnöki szakának címzetes egyetemi docense, 2014-től a Magyar Művészeti Akadémia köztestületi tagja. A Magyar Építész Kamarában többféle vezető funkciót töltött be, jelenleg a Magyar Építőművészek Szövetségének elnökségi tagja.

## Díjai
- Ybl Miklós-díj, 2014.[1]
- FIABCI Ingatlan Fejlesztési Különdíj, 2012.
- Építészeti Nívódíj Kölcsey Központra, 2007.
- Borsos József Díj (DEBRECEN Város Építészeti Díja), 2006.
- Év Lakóháza többször, 1990 –
- A Magyar Érdemrend lovagkeresztje (2025)

## Főbb művei
- Debrecen, Párizsi Udvar lakó- és üzletház				2016.
- Debrecen, Lencz – telepi református templom				2014.
- Debrecen, Hajdú-Bihar Megyei Kereskedelmi és Iparkamara Székház	2012.
- Debrecen, Erdőspuszta rendezvényház és szálloda			2012.
- Miskolci Kemény Dénes Uszoda						2009.
- Debrecen Keletterv új székház						2009.
- Debrecen, Kölcsey Központ						2006.
- Debrecen, MODEM							2006.
- Debrecen, Lycium szálloda						2006.
- Debrecen, TIKÖFE székház						2004.
- Debrecen, Ispotály utcai lakópark					2004.
- Debrecen, Damjanich utcai lakópark					2000.
- Debrecen, Kálvin tér üzletház II. ütem				1992.
- Debrecen, Egyetem sgt. villa országos év lakóháza I. díj		1989.
- Debrecen, Nyugdíjasok háza						1984.
- Debrecen, panel sor- és átrium házak					1982.
- Családiházak, társasházak						1980–2016.